# Peter Umaga-Jensen
Pour les articles homonymes, voir Umaga et Jensen.
Pas d'image ? Cliquez ici

a Compétitions nationales et continentales officielles uniquement.

b Matchs officiels uniquement.
Dernière mise à jour le 19 juillet 2025.
Peter Umaga-Jensen, né le 31 décembre 1997 à Wellington (Nouvelle-Zélande), est un joueur international néo-zélandais de rugby à XV, évoluant principalement au poste de centre. Il joue avec la franchise des Hurricanes en Super Rugby depuis 2018, et avec la province de Wellington en NPC depuis 2016.
Il est le frère jumeau de Thomas Umaga-Jensen (en), lui aussi joueur professionnel de rugby à XV, et évoluant aux Highlanders en Super Rugby. Il est également le neveu des anciens internationaux Tana et Mike Umaga, ainsi que de Jerry Collins. Enfin, son cousin Jacob Umaga est international anglais et samoan.

## Carrière

### En club
Peter Umaga-Jensen commence sa carrière professionnelle en 2016 avec la province de Wellington, qui évolue en NPC.
Auteur d'une première saison convaincante, il est recruté par la franchise des Hurricanes pour la saison 2017 de Super Rugby,. Lors de cette première saison, il ne dispute aucune rencontre, étant barré par une concurrence importante. Il fait finalement ses débuts en Super Rugby la saison suivante à l'occasion d'un match contre les Queensland Reds.
Après plusieurs saisons où il n'a que peu de temps de jeu, il explose réellement en 2020 lors du Super Rugby Aotearoa, où il marque quatre essais en cinq matchs,. En 2020, il prolonge son contrat avec la Fédération néo-zélandaise et les Hurricanes jusqu'en 2022.

### En équipe nationale
Peter Umaga-Jensen est sélectionné pour évoluer avec l'équipe de Nouvelle-Zélande des moins de 20 ans pour participer au Championnat du monde junior en 2016.
En octobre 2020, il est sélectionné pour la première fois avec les All Blacks par Ian Foster, en remplacement de Rieko Ioane blessé. Il connait sa première sélection le 18 octobre 2020 à l'occasion d’un match contre l'équipe d'Australie à Auckland.

## Palmarès
- Finaliste du National Provincial Championship en 2019 avec Wellington.
- Vainqueur du National Provincial Championship en 2022 (en) et 2024 avec Wellington.

## Statistiques en équipe nationale
Au 19 juillet 2025, Peter Umaga-Jensen compte 1 cape en équipe de Nouvelle-Zélande, dont auxune en tant que titulaire, depuis le 18 octobre 2020 contre l'équipe d'Australie à Auckland.